# San Román de los Infantes
San Román de los Infantes es una localidad española perteneciente al municipio de Pereruela, en la provincia de Zamora, y la comunidad autónoma de Castilla y León.

## Geografía
Esta pequeña localidad se encuentra situada al suroeste de Zamora, su capital provincial, de la que dista unos 17 km, estando situada sobre las fértiles tierras que fecunda el Duero, entre Almaraz de Duero, Pereruela y Tardobispo.
Su término pertenece a la histórica y tradicional comarca de Sayago. Junto con las localidades de Arcillo, La Cernecina, Las Enillas, Malillos, Pueblica de Campeán, Sobradillo de Palomares, Pereruela, Sogo y La Tuda, conforma el municipio de Pereruela.

## Historia

### Edad Media
La constitución de este población ha de suponerse influida por la actividad repobladora de los tiempos de Fernando I de León y, en especial, a la campaña de Alfonso VI de León y de su yerno Ramón de Borgoña en Zamora.
No existen noticias certeras sobre su fundación poblacional, pero si referencia expresa de su pertenencia a la infanta Sancha Raimúndez, hermana de Alfonso VII de León, quien donó el lugar a la diócesis de Zamora el 30 de abril de 1157, aunque hay autores que afirman que la donación fue realizada por la propia infanta en fecha posterior, alegándose que existe documento de Alfonso IX de León  en el que se menciona a San Román, junto con otros varios, como territorios de realengo donados a la sede zamorana.

#### Fuero fundacional
El fuero fundacional de esta localidad ha de ser calificado como de desconocido por completo, aunque lo tuvo, en cuanto que el Tumbo Negro de la catedral de Zamora testimonia los rasgos principales de una reglamentación de esta localidad, con cierto tipismo foral. La citada mención documental es encabezada con el título de "Fueros de San Román", para a continuación indicar que "Estos son los fueros que fazen en San Román" para seguidamente apuntar que "Et son XVI cortes entregas et todos son postores". Cada postor paga cuatro sueldos y medio en concepto de censo, abonable por la festividad de San Martín, y dos sueldos y tres dineros en concepto de yantar, que obliga tres veces al año, en mayo, en la festividad de San Miguel y en enero. También paga cada postor o colono seis ochavas de trigo y cuatro de cebada como enfurción, y una carga de leña como gravamen dominical, así como el impuesto de una gallina por cada puerta de la casa abierta al exterior. Además, se consignan los típicos gravámenes de luctuosa, martiniega, fonsadera, nuncio, mañería y algaravidad, cuya cuantía económica no señala, precisándose finalmente que todos lo pagos por obligaciones del fuero han de hacerse en buena moneda, y que el clérigo del lugar debe satisfacer anualmente al señor un solo yantar.

### Edad Moderna y Contemporánea
En la Edad Moderna, San Román de los Infantes estuvo integrado en el partido de Sayago de la provincia de Zamora, tal y como reflejaba en 1773 Tomás López en Mapa de la Provincia de Zamora. Así, al reestructurarse las provincias y crearse las actuales en 1833, la localidad se mantuvo en la provincia zamorana, dentro de la Región Leonesa, integrándose en 1834 en el partido judicial de Bermillo de Sayago, dependencia que se prolongó hasta 1983, cuando fue suprimido el mismo e integrado en el Partido Judicial de Zamora.

## Medio físico

### Clima
Inviernos largos y fríos, con frecuentes heladas, y veranos cortos, secos y relativamente calurosos, son las principales características climáticas de este territorio. Respecto de las estaciones intermedias, estas están menos definidas y, entre ellas, son más constantes los otoños que las primaveras. 
Conforme a los datos de la estación meteorológica de Zamora, el periodo 1971-2000 arroja una temperatura media anual de 12,7 °C y unas precipitaciones medias de 366 mm, consideradas estas últimas como escasas.

### Suelo y relieve
Suelos desarrollados por la descomposición de pizarra, con abundantes pedregosidad, color pardo rojizo, entre 5,5 y 6 de pH y pobres en materia orgánica, fósforo, potasio y calcio. Se caracterizan por su buena escorrentía, regular drenaje y capa freática profunda.
Su relieve se caracteriza por ondulaciones de entre los 680 m y los 769 m del cerro de “Cruz Chiquita”, con pendientes más acentuadas en las cercanías del  Duero, coincidentes con afloramientos de pizarra.

### Hidrología
La localidad se asienta sobre el valle formado por el "arroyo de San Román", que es el principal cauce de la zona, en el que vierten otros arroyos del término, y que a su vez finaliza unos 3 km del pueblo en el río Duero. La parte este de territorio,  vierte sus aguas en la “Rivera del Campeán” que también desemboca en el  Duero, junto a las casas de “Congosta”.
Se puede decir que los conocidos acantilados del Duero tienen su comienzo en el término de San Román, encajándose el río en tajos cada vez más profundos que se dirigen hacia tierras portuguesas y, tras alcanzarlas, su cauce describe un giro de 90° hacia el sur para durante casi 100 km constituirse en parte de "La Raya" o frontera entre España y Portugal, y formar un espacio natural que por su calidad ambiental y gran diversidad ha sido protegido en ambos países ribereños, consitituyéndose del lado español el conocido parque natural de Arribes del Duero y del portugués el Parque natural do Douro Internacional.

#### La presa
Salto de San Román o El Porvenir de Zamora es una planta hidroeléctrica situada en el río Duero a su paso por el municipio de Pereruela (Zamora, España). Es la primera planta hidroeléctrica construida en el río Duero (1902) y, junto al Molino de San Carlos en Zaragoza, una de las dos primeras de España.
Su diseñador y promotor es el ingeniero Federico Cantero Villamil, cuyos conocimientos sobre el río Duero sirvieron posteriormente para la construcción de los denominados Saltos del Duero. La construcción de esta planta, permitió la producción y suministro de energía eléctrica, mediante líneas de corriente alterna, a las ciudades de Zamora, Toro, Valladolid, Salamanca y pueblos del entorno.

## Medio biótico

### Vegetación
Potencialmente, se corresponde con tierra de encinares que la actividad humana ha transformado profundamente su paisaje, transformándolo en campos de cultivo y pastos de ganado, correspondiendo la descripción de su vegetación a las siguientes unidades:
- Cultivos agrícolas: los más extendidos, ocupando la mayor del término y en los que se utiliza el método tradicional de año y vez, es decir, cultivo cereal/barbecho.
- Matorrales:  escobonales y  jarales se presentan en numerosas ocasiones como masas mixtas, junto con zonas de matas de encina
- Prados: Su mayor concentración se corresponde con los terrenos asociados al arroyo del Prado, justo antes de que éste se encajone hacia el  Duero, y en lugares con presencia de humedad freática superficial. Asimismo aparecen dispersos rodales de chopos y sauces arbustivos.

### Fauna
La comarca de  Sayago, en la que se encuentra integrado San Román, cuenta con la presencia de más de 300 especies de vertebrado, de las que en torno a un 5 por ciento son peces, 7 por ciento reptiles, 4 por ciento anfibios, 68 por ciento de aves y 15 por ciento de mamíferos.
La muy buena conservación del entorno, ha fomentado una muy rica y variada diversidad de aves como la cigüeña negra, el alimoche y el águila perdicera. Sus limpias aguas, tanto en regatos como en riveras, también ha creado un hábitat ideal de diversas clases de reptiles. 
Entre los mamíferos, cuya familia es también muy abundante, se puede encontrar algunas especies típicamente mediterráneas como el topillo de Cabrera, la musarañita o el ratón moruno. Entre los carnívoros también encontramos unas cuantas especies como puede ser el lobo, la garduña, la comadreja, el turón, la nutria y varios más. 
La mayor parte del término de San Román de los Infantes se encuentra incluida en el ZEPA Cañones del Duero y la mitad septentrional está incluida dentro del  LIC del mismo nombre.

## Medio socioeconómico

### Demografía y actividades económicas
Se estima que la población de San Román de los Infantes es de 11 habitantes en 2024, siendo la actividad local tradicional la agricultura y la ganadería, mantenida incluso actualmente, a pesar de contar con una población muy envejecida.

### Infraestructuras
El equipamiento social y cultural de esta pequeña localidad es en general muy escaso: posee una iglesia con misas los sábados, escuela destinada para actividades culturales, servicio médico con consulta una vez cada dos semanas, abastecimiento de agua suministrado por Sayagua.
Respecto a sus comunicaciones, su término es cruzado por la carretera de Zamora a Fermoselle, la CL-527, en la que entronca la carretera local que lleva a San Román y que tras superarlo continúa con un camino asfaltado que comunica el pueblo con las casas e instalaciones del Salto de “El Porvenir” de la Empresa Iberdrola. Existen también caminos vecinales, como los que enlazan con Pereruela y con las dehesas colindantes, que como los caminos vecinales se caracterizan por ser generalmente estrechos y deteriorados, con excepción del que comunica con la dehesa de Congosta.